# Auguste Alaurent
Auguste Alaurent, francoski general, * 1883, † 1970.